# قشلاق عمرآباد
قشلاق امرآباد روستایی کهن در بخش امرآباد ، شهر ورامین می باشد که از طریق قلعه ی باستانی باجک که در این روستا واقع شده است میتوان به قدمت آن پی برد که تاریخ این روستا به دوران ساسانی باز میگردد. 
از شمال با قاسم‌آباد از جنوب با موسی‌آباد بختیاری از غرب با احمد آباد وسط و از شرق با امرآباد ورامین همسایه هست.در گذشته ، عشایر زیادی از دیگر نقاط مختلف به این روستا کوچ کرده اند ولی در حال حاضر  طایفه بزرگ شیرکوند اصلی ترین ساکنان این روستا هستند.شغل مردم این روستا کشاورزی و دامپروری نظیر (گاو و گوسفند) است ، برخی از اهالی روستا در کنار کشاورزی و دامپروری به پرورش مرغ و خروس و کاشت گل و گیاه (ازطریق گلخانه) هم می پردازند.
در این روستا ذرت گندم جو بادمجان یونجه کشت میشود.
این روستا دارای ۳ مجتمع آموزشی شامل ابتدایی(دخترانه و پسرانه) ، متوسطه اول(دخترانه و پسرانه) و متوسطه دوم (دخترانه) وهمچنین دارای یک مسجد با قدمت بیش از ۵۰ سال به نام مسجد صاحب الزمان (عج) ، پایگاه بسیج ، ۳ حسینیه (حضرت علی اصغر ، بنی فاطمه و همدانیها ) ، پایگاه بهداشت ، ساختمان دهیاری ، دفتر امور آب و آشامیدنی ، بوستان محله‌ای حاج قاسم سلیمانی و ایستگاه تاکسی به سمت دانشسرا ورامین هست.
جوانان پویا و فعال قشلاق امرآباد در مراسمات مذهبی و آیینی مخصوصاً روز عاشورا حضور بالقوه‌ای در امام زاده عبدالله روستا دارند و به مجلس عزاداری شور میبخشند.

## عمران روستا
حسین دهقان شهردار شهرستان ورامین در سخنانی اظهار کرد: از برنامه های اصلی شورای شهر و شهرداری اجرای پروژه های حمل و نقل و ترافیکی بود تا مشکلات ترافیکی مردم کمتر شود.
او در ادامه افزود :فاز سوم کمربندی خلیج فارس از ابتدای میدان قشلاق امرآباد تا ابتدای جاده ابباریک ( میدان شهدای مدافع حرم) در دهه فجر سال ۱۳۹۸ افتتاح خواهد شد که اکنون افتتاح شده است.
شهردار ورامین گفت: این فاز سه کیلومتر است و شهرداری طی یکسال مراحل آماده سازی را انجام داده است.
دهقان خاطر نشان کرد : عملیات آسفالت‌ریزی مکانیزه و نصب گاردریل کمربندی جنوبی (خلیج فارس) به مساحت حدود ۶۰ هزار متر مربع انجام شده است.

## مکان های تاریخی و زیارتی
آستان امامزاده عبدالله در نزدیکی روستای قشلاق امرآباد قرار دارد. بنای این بقعه خشتی و گِلی بوده و اين بقعه به مساحت 40 متر مربع شامل گنبدی پلكانی است.قدمت بقعه به دوره صفويه باز می گردد كه در سال 1377 تعمير و مرمت شده است. نمای داخلی حرم گچكاری شده و ضريح فلزی آن در سال 1366 نصب گرديده است.
آستان امامزاده محسن در نزدیکی روستای قشلاق امرآباد در 10 کیلومتری بخش مرکزی ورامین و در میان زمینهای کشاورزی قرار گرفته است. بنای این بقعه خشتی و گِلی بوده و در سال 1380 نوسازی شده و توسعه يافته است. گنبد بقعه به شكل پلكانی و مخروطی است. مرقد امامزاده در ميان حرم قرار گرفته و فاقد ضريح است.
این قلعه که در نزدیکی روستا قرار دارد دارای قدمت تاریخی است و قدمت آن به دوره ی ساسانیان بر می گردد. این مکان در اسفند سال ۱۳۸۴ در سازمان میراث فرهنگی به عنوان یک مکان تاریخی به ثبت رسیده است.

## جمعیت
این روستا در دهستان بهنام وسط شمالی قرار دارد و براساس سرشماری مرکز آمار ایران در سال ۱۳۸۵، جمعیت آن ۲٬۴۲۱ نفر (۵۷۵خانوار) بوده‌است.